# راي ووكر (ممثل)
راي ووكر (بالإنجليزية: Ray Walker)‏ هو ممثل أمريكي، ولد في 10 أغسطس 1904 بنيوآرك في الولايات المتحدة، وتوفي في 6 أكتوبر 1980 بلوس أنجلوس في الولايات المتحدة.

## أعمال

### أفلام
- (1938) طيار الاختبار
- (1943) الأميرة أورورك
- (1943) البيت المجنون
- (1946) إنها حياة رائعة[2]
- (1950) كابتن كراي من الولايات المتحدة
- (1952) السيء والجميلة

## وصلات خارجية
- راي ووكر على موقع IMDb (الإنجليزية)
- راي ووكر على موقع قاعدة بيانات الفيلم (الإنجليزية)